# Limousis
Limousis település Franciaországban, Aude megyében. Lakosainak száma 124 fő (2022. január 1.). Limousis Conques-sur-Orbiel, Fournes-Cabardès, Lastours, Sallèles-Cabardès, Salsigne és Trassanel községekkel határos.

## Népesség
A település népessége az elmúlt években az alábbi módon változott:
| Lakosok száma | 158  | 91   | 86   | 102  | 114  | 123  | 129  | 134  | 131  | 124  |
|               | 1968 | 1982 | 1990 | 2006 | 2013 | 2015 | 2017 | 2019 | 2020 | 2022 |